# Chrysolina confucii
Chrysolina confucii es un coleóptero de la familia Chrysomelidae.
Fue descrita científicamente en 2007 por Lopatin.